# Posada Rybotycka
Posada Rybotycka – wieś w Polsce położona w województwie podkarpackim, w powiecie przemyskim, w gminie Fredropol. Wieś jest położona w dolinie Wiaru, w Parku Krajobrazowym Pogórza Przemyskiego.
Administracyjnie wieś jest częścią sołectwa Rybotycze.

## Historia
W czasach przynależności tych okolic do Rusi, prawdopodobnie w połowie XIV w. powstał w Posadzie Rybotyckiej prawosławny klasztor pw. św. Onufrego, a przy klasztorze założono osadę, wzmiankowaną w dokumentach z 1367 jako Honoffry. Nazwa „Posada” pojawia się po raz pierwszy w 1494. Wieś wchodziła w skład klucza rybotyckiego. W 1921 liczyła 98 domów i 602 mieszkańców, z tego 75 deklarowało narodowość polską. W 1945 ludność wysiedlono na Ukrainę. Obecnie w Posadzie Rybotyckiej pozostało kilkanaście zabudowań.
W połowie XIX wieku właścicielami posiadłości tabularnej w Posadzie Rybotyckiej byli Tyszkowscy. Pod koniec XIX wieku właścicielem tabularnym dóbr we wsi był Paweł Tyszkowski.
W latach 1975–1998 miejscowość położona była w województwie przemyskim.

## Cerkiew

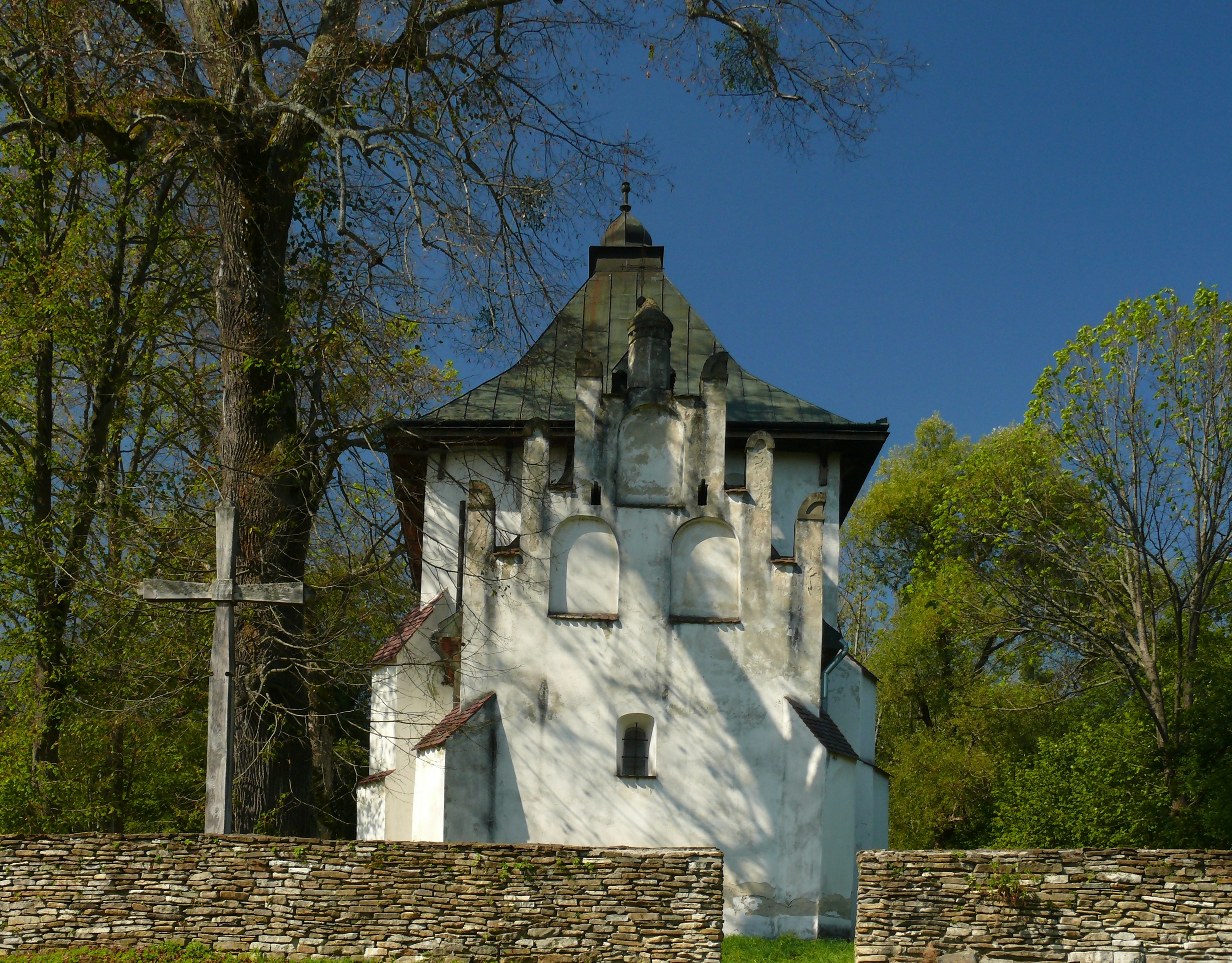
Cerkiew, elewacja frontowa

Na zachodnim skraju, na pagórku stoi murowana cerkiew obronna pw. św. Onufrego, najstarsza zachowana cerkiew w Polsce (do 1692 prawosławna, później greckokatolicka).
Cerkiew składa się z trzech połączonych wież, z czterospadowymi dachami.
W 1968 została wpisana do rejestru zabytków nieruchomych (nr rej.: A-210 z 10.04.1968).